# Тети Спертини Сото (Кунео)
Тети Спертини Сото је насеље у Италији у округу Кунео, региону Пијемонт.
Према процени из 2011. у насељу је живело 25 становника. Насеље се налази на надморској висини од 266 м.